# خوان مالدونادو (بازیکن فوتبال، زاده ۱۹۸۶)
خوان مالدونادو (انگلیسی: Juan Maldonado؛ زادهٔ ۷ سپتامبر ۱۹۸۶) بازیکن فوتبال اهل آرژانتین است.